# آل زامل (القريشية)

تعديل مصدري - تعديل

آل زامل هي إحدى قرى عزلة قيفه آل محن يزيد بمديرية القريشية التابعة لمحافظة البيضاء، بلغ تعداد سكانها 124 نسمة حسب تعداد اليمن لعام 2004.